# Яндекс Метрика
«Яндекс Метрика» — бесплатный интернет-сервис компании Яндекс, предназначенный для оценки посещаемости веб-сайтов и анализа поведения пользователей. По данным w3techs.com, в 2023 году Яндекс Метрика являлась четвертой по размеру системой веб-аналитики в мире. По данным «Лаборатории Касперского», в 2021—2022 годах она была самым распространенным трекинговым сервисом в России и странах СНГ.

## История
Яндекс Метрика была создана весной 2007 года как часть рекламной системы Яндекс Директ. Ее главной целью была оценка привлеченной аудитории и измерение конверсии рекламы. 24 апреля 2009 года сервис стал общедоступным.
С 7 апреля 2008 года данные из Яндекс Метрики стали влиять на стоимость перехода по рекламным ссылкам на сайтах в Рекламной сети Яндекса.
В декабре 2010 года стало известно о покупке «Яндексом» сервиса «Вебвизор». 21 апреля 2011 года технология «Вебвизор» была интегрирована в Яндекс Метрику. Вебвизор записывает действия посетителей сайта и позволяет просматривать их в режиме «живого видео». Воспользовавшись плеером, можно увидеть точное повторение всех действий посетителя на сайте, как если бы смотрели в его монитор: движения мыши, клики, прокрутка страницы, нажатия на клавиши и заполнение форм, выделение и копирование текста.
С 23 января 2012 года Яндекс Метрика внедрила инструмент «Анализ форм», который позволяет оценивать качество форм. С его помощью можно провести полноценный анализ формы и понять, что можно улучшить и как увеличить показатели конверсии.

### Метрика 2.0
Новая версия Метрики 2.0 начала работать с июня 2015 года. Основные изменения в новой версии Яндекс Метрики:
- более гибкое построение отчётов (раньше все отчёты Метрики содержали фиксированный набор колонок, в новой версии появилась возможность в любой отчет добавить данные);
- появилась возможность поделить трафик на сегменты и сравнивать сегменты между собой;
- появились новые модели атрибуции: к атрибуции по последнему переходу добавились ещё модели атрибуции по первому и последнему значимому переходу.

Кроме того, в Метрике 2.0 был пересмотрен подход к структуре данных. Раньше Яндекс Метрика хранила предагрегированные данные для фиксированного набора отчетов. В новой версии все данные хранятся в сыром виде и отчеты строятся на лету с использованием разработанной в Яндексе open-source столбцовой СУБД ClickHouse.
18 ноября 2016 года в Яндекс Метрике появилась возможность выгрузки сырых данных через Logs API. В отличие от агрегированных данных, в обобщенном виде содержащихся в отчетах, сырые несут информацию об отдельных визитах и просмотрах. За счет этого расширяются аналитические возможности.
В 2018 году в Яндекс Метрике появился новый код счетчика. По заявлениям компании он лучше подходит под современные веб-технологии и позволит внедрить новые функции.
В 2020 году в интерфейсе счетчика появился новый раздел «Интеграции», который позволяет упростить процесс соединения Метрики с важными сервисами.
В 2021 году Яндекс Метрика ввела режим «Кросс-девайс», с помощью которого можно отследить действия пользователя, произведенные им со всех устройств, на пути к конверсии. Для определения источника визита или конверсии можно использовать 4 модели атрибуции: по первому клику, по последнему клику, по последнему значимому переходу и по переходу из Директа.
В 2022 году Яндекс стал добавлять параметр ysclid к url (на которые происходит переход из поиска Яндекса) для пользователей, применяющих в браузерах настройки, ограничивающие использование сайтами сторонних cookies (тестирование происходило с конца 2021 года). Это позволяет Метрике гораздо продуктивнее связывать информацию о визите пользователя на сайт с поисковым запросом.
18 ноября 2022 года на конференции «Матемаркетинг-2022» Яндекс представил новый сервис для проведения A/B-тестов, связанный с Яндекс Метрикой — Вариокуб.
17 февраля 2023 года Яндекс выложил в открытый доступ исходный код счетчика Метрики. Это позволит разработчикам изучать его и модифицировать под свои задачи.
В марте 2024 года в Метрике произошло глобальное обновление инфтерфейса. Изменения коснулись навигации сервиса, раздела «Сводка», ставшего «Обзором», и других элементов. В частности, на страницу входа теперь можно стало добавлять персонализированные дашборды.
В октябре 2024 года в Метрике стал доступен инструмент Measurement Protocol, посредством которого можно связывать действия пользователей на сайте и за его пределами. Технология отправляет информацию напрямую с сервера сайта на сервера Метрики через HTTP-запросы.
В июне 2025 года в Метрике стал доступен диспетчер тегов «Яндекс Тег Менеджер», позволяющий управлять маркетинговыми и аналитическими скриптами без привлечения разработчиков.

## Особенности системы
Счётчик «Яндекс Метрика» работает по принципу обычного счетчика посещений: JS-код — устанавливается веб-мастером на страницах сайта и собирает данные о каждом посещении. Счётчик «Яндекс Метрики» также совместим с AJAX- и Flash-сайтами.
Сервис интегрирован с Яндекс Директом и Яндекс Маркетом и позволяет группировать посетителей ресурса по нескольким параметрам.
Яндекс Метрика измеряет конверсию сайта и интернет-рекламы. При расчёте конверсии сервис оценивает, какая доля посетителей сайта достигла «цели», то есть:
- дошла до некоторой страницы, посещение которой можно расценивать как достижение результата,
- просмотрела определённое количество страниц, которое является показателем успешности кампании,
- произвело определённое действие (клик на кнопку, скачивание прайс-листа и т. д.).

Счётчику Яндекс Метрики может быть задано до 200 «целей».
Метрика позволяет не учитывать нежелательные переходы (собственные переходы, с определённых IP-адресов, определённых источников) и модифицировать входные данные, удаляя из URL заданные параметры.
Яндекс Метрика предоставляет данные за текущий день. Отчеты обновляются с периодичностью раз в 5 минут.
Имеется функция мониторинга доступности сайта с возможностью получать SMS-уведомления, когда сайт недоступен пользователям.
В старой версии для создания детальных отчетов в сервис встроен специальный «Конструктор отчетов». В Метрика 2.0 можно изменять любой отчет и такая сущность как Конструктор полностью пропала.
Для анализа последовательности просмотра пользователями страниц и разделов сайта Метрика предоставляет «Карту путей» по сайту (отчет показывает основные направления навигации пользователей по сайту и представляет собой граф, в котором вершины — это страницы или разделы сайта, а ребра — это пути пользователей).
Анализ юзабилити страниц представлен «Картой ссылок» (ссылки в карте подсвечиваются разными цветами — в зависимости от их популярности, при наведении на ссылку показывается статистика переходов по ней) и «Картой кликов» (в отличие от «Карты ссылок», отображает клики по всем элементам страницы, а не только по тем, которые являются ссылками). Карта ссылок дает правдивую информацию только для статических сайтов (сайтов, на которых элементы навигации неподвижны) и сайтов, на которых элементы управления (меню, ссылки) не имеют вложенности, то есть эти элементы не повторяются на других страницах.

## Критика
В конце июля 2011 года в ходе скандала, связанного с индексированием поисковой системой Яндекса ссылок, ведущих на конфиденциальную информацию из Интернет-магазинов, разработчики движка Shop-Script, на котором был сделан ряд оконфузившихся Интернет-магазинов, не отказываясь от своей вины, заявили в блоге на сайте Хабрахабр, что все пострадавшие Интернет-магазины объединяет один признак — встроенный код Яндекс Метрики. В качестве оперативного решения проблемы был выпущен патч, который вырезал конфиденциальные параметры из ссылки до её передачи в Яндекс Метрику.
В июне 2025 года, ученые IMDEA Networks (Испания), Университета Неймегена (Нидерланды) и Лёвенского католического университета (Бельгия), обнаружили что установленные на сайтах счётчики «Яндекс Метрика» (а также Meta Pixel) деанонимизируют пользователей мобильных устройств на Android. Выяснилось что трекеры «Метрики», установленные на 3 млн сайтов, еще с 2017 года передают уникальные идентификаторы пользователей из мобильных браузеров в приложения «Яндекса», установленные на устройстве. Это позволяло связать посещённые сайты с конкретным аккаунтом пользователя экосистемы «Яндекса». При этом, используемый «Яндексом» приём обходит все способы защиты, доступные обычным пользователям, — не помогает ни открытие сайтов в режиме инкогнито, ни запрет cookies, ни VPN. Google заявила, что компания нарушает политику Play Store и принципы конфиденциальности Android, и уже начала бороться с такими техниками. В ответ «Яндекс» заявила о прекращении сбора данных и отметила, что технология «предназначалась исключительно для улучшения персонализации». Также исследователи отметили, что самым надёжный способ защиты от выявленных злоупотреблений компании является удаление с Android-устройств приложений «Яндекса».